# Minas-Rio
Minas-Rio est un projet d'extraction de minerai de fer dans l'État de Minas Gerais, au Brésil.
C'est l'un des plus grands projets miniers au monde, et devrait initialement exporter 26,5 millions de tonnes de minerai de fer en 2013, par le biais d'un 525 km de pipeline à boues vers un port à Açu ; le potentiel de production est de 53 Mtpa ou plus.

## Histoire
Le projet a été racheté par Anglo American PLC, qui fait face à des coûts élevés,. La mine possède des réserves certifiées de 4,6 milliards de tonnes d'itabirite.
Il y a eu des retards dans le démarrage du projet, mais en décembre 2010, Anglo American a obtenu une licence clé nécessaire du gouvernement brésilien avant que l'exploitation minière puisse commencer,.
La mine a commencé à fonctionner et à expédier du minerai en 2014.